# Rob Delaney
Rob Delaney, född 19 januari 1977 i Boston, är en amerikansk komiker, skådespelare och författare. Tillsammans med Sharon Horgan skapade och spelade han huvudrollen i TV-serien Catastrophe. Han har även medverkat i komedifilmer som Deadpool 2 (2018) och Tom & Jerry (2021).

## Biografi
Delaney föddes i Boston och växte upp i Marblehead, Massachusetts. Han är av irländsk härkomst. 1999 avlade han examen i musikal vid New York Universitys Tisch School of the Arts.
Delaney fick uppmärksamhet via Twitter där han blev aktiv 2009. År 2010 utnämnde tidningen Paste Delaney till en av de 10 roligaste personerna på Twitter.
Han har skrivit artiklar för Vice och The Guardian. 2013 publicerades hans bok Rob Delaney: Mother. Wife. Sister. Human. Warrior. Falcon. Yardstick. Turban. Cabbage av Spiegel & Grau. På samma förlag publicerades hans bok A Heart That Works (2022) som skildrar hur hans 2-årige son fick en hjärntumör och gick bort.

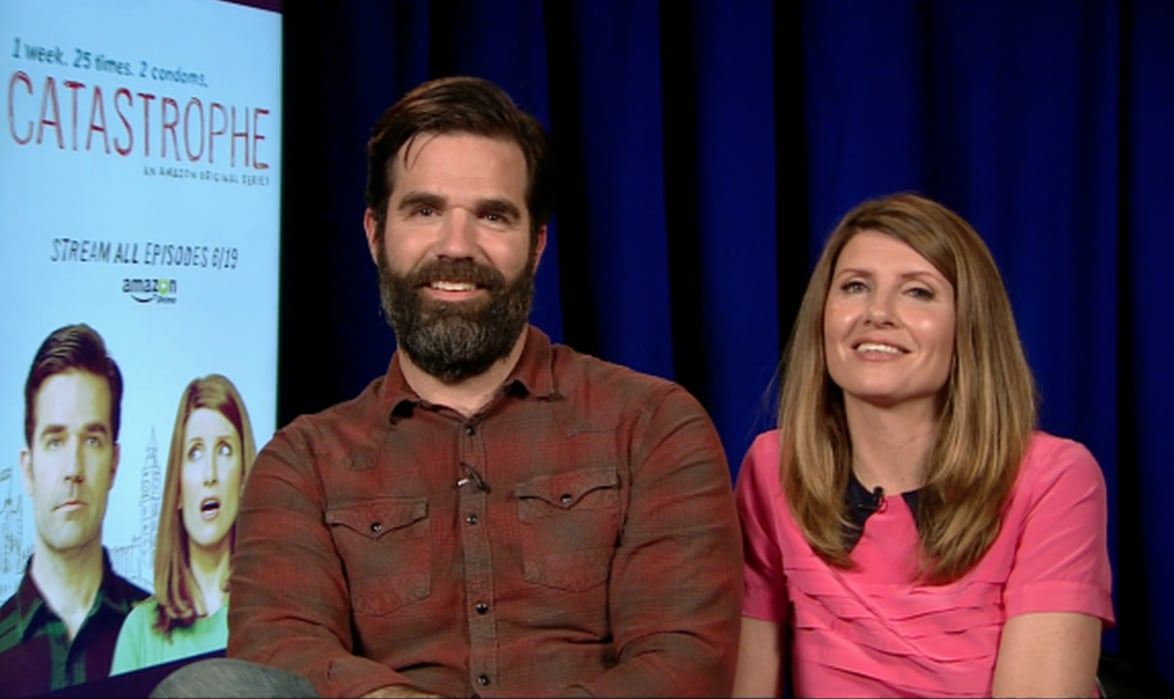
Rob Delaney tillsammans med kollegan Sharon Horgan, 2015.

2015 hade TV-serien Catastrophe premiär på brittiska TV-kanalen Channel 4. Serien skapade och skrev Delaney tillsammans med Sharon Horgan och de spelade även seriens huvudroller. Catastrophe sändes i fyra säsonger mellan 2015 och 2019. Serien möttes av god kritik och paret nominerades bland annat till en Emmy Award för seriens manus.

### Privatliv
Delaney är bosatt i London med sin hustru Leah. De har fyra söner tillsammans. I januari 2018 meddelade Delaney att deras 2-årige son Henry gått bort till följd av en hjärntumör. Parets fjärde son föddes i augusti samma år.
Delaney har öppet pratat om sina problem med depressioner och hur han tidigare har missbrukat alkohol.

## Filmografi (i urval)
- 2015–2019 – Catastrophe (TV-serie)
- 2016 – Travel Man
- 2018 – Deadpool 2
- 2019 – Fast & Furious: Hobbs & Shaw
- 2021 – Tom & Jerry
- 2021 – Home Sweet Home Alone
- 2023 – The Power (TV-serie)
- 2023 – Bad Monkey (TV-serie)
- 2023 – Den statistiska sannolikheten för kärlek vid första ögonkastet
- 2024 – Deadpool & Wolverine
- 2024 – Argylle
- 2025 – Dying for Sex (TV-serie)